# Опіноґура-Кольонія
Опіноґура-Кольонія (пол. Opinogóra-Kolonia) — село в Польщі, у гміні Опіноґура-Ґурна Цехановського повіту Мазовецького воєводства.
Населення — 49 осіб (2011).
У 1975-1998 роках село належало до Цехановського воєводства.

## Демографія
Демографічна структура станом на 31 березня 2011 року:
|          | Загалом | Допрацездатний вік | Працездатний вік | Постпрацездатний вік |
| -------- | ------- | ------------------ | ---------------- | -------------------- |
| Чоловіки | 27      | 6                  | 16               | 5                    |
| Жінки    | 22      | 6                  | 8                | 8                    |
| Разом    | 49      | 12                 | 24               | 13                   |